# Обрубљени плавац
Обрубљени плавац (лат. Celastrina argiolus) лептир је из породице плаваца (лат. Lycaenidae).
Већ у лету се може препознати по интензивној светлој боји доње стране крила. Основна боја крила и црне цртице са доње стране су непогрешив показатељ за идентификацију. Среће се од раног пролећа у свим шумовитим пределима, неретко на планинама. Чест је у целој Европи.

## Распрострањење
Пронађен је у Северној Америци, Централној Америци, Евроазији и јужној Азији на подручју Пакистана и Индије.

## Станиште
Насељава разноврсна станишта. Сува подручја, са жбунастом вегетацијом која су у честој асоцијацији са рубовима шума, су најпогоднији тип станишта за ову врсту.

## Сезона лета
Обрубљени плавац је биволтна врста. У Европи лети од априла до августа у зависности од типа станишта и надморске висине.